# Thomas J. Bradley

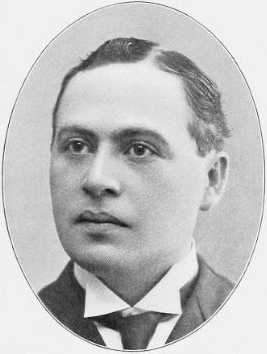
Thomas J. Bradley, 1899

Thomas Joseph Bradley (* 2. Januar 1870 in New York City; † 1. April 1901 ebenda) war ein US-amerikanischer Jurist und Politiker. Zwischen 1897 und 1901 vertrat er den Bundesstaat New York im US-Repräsentantenhaus.

## Werdegang
Thomas Joseph Bradley wurde ungefähr viereinhalb Jahre nach dem Ende des Bürgerkrieges in New York City geboren und wuchs dort auf. In dieser Zeit besuchte er öffentliche Schulen und graduierte 1887 am City College of New York. Er unterrichtete zwischen 1887 und 1891 an öffentlichen Schulen in New York City. 1889 graduierte er an der rechtswissenschaftlichen Fakultät der University of New York in New York City. Seine Zulassung als Anwalt erhielt er 1891 und begann dann in New York City zu praktizieren. Zwischen 1892 und 1895 war er Deputy Assistant des Bezirksstaatsanwalts in New York County. Danach war er wieder als Anwalt tätig.
Politisch gehörte er der Demokratischen Partei an. Bei den Kongresswahlen des Jahres 1896 für den 55. Kongress wurde er im neunten Wahlbezirk von New York in das US-Repräsentantenhaus in Washington, D.C. gewählt, wo er am 4. März 1897 die Nachfolge von Henry C. Miner antrat. Nach einer erfolgreichen Wiederwahl verzichtete er im Jahr 1900 auf eine erneute Kandidatur und schied nach dem 3. März 1901 aus dem Kongress aus.
Nach seiner Kongresszeit setzte er seine Tätigkeit als Anwalt fort. Er verstarb am 1. April 1901 in New York City und wurde dann auf dem Calvary Cemetery in Queens beigesetzt.